# Scythris fuscopterella
Scythris fuscopterella is een vlinder uit de familie dikkopmotten (Scythrididae). De wetenschappelijke naam is voor het eerst geldig gepubliceerd in 1977 door Bengtsson.
De soort komt voor in Europa.